# Chris Bosh
Christopher  Wesson "Chris" Bosh (Dallas, 24 de março de 1984) é um americano ex-jogador de basquete profissional. Bosh jogou uma temporada de basquete universitário em Georgia Tech antes de ser selecionado pelo Toronto Raptors no Draft da NBA de 2003.
Enquanto estava em Toronto, Bosh foi selecionado cinco vezes para o All-Star Game, foi selecionado uma vez para a Segunda-Equipe da NBA e ganhou a medalha de ouro nos Jogos Olímpicos de 2008. Ele deixou Toronto em 2010 como líder de todos os tempos da franquia em pontos, rebotes, bloqueios e minutos jogados.
Em 2010, Bosh assinou um contrato com o Miami Heat. Em Miami, ele jogou em todas as Finais da NBA de 2011 a 2014 e ganhou os títulos de 2012 e 2013 e foi para todos os All-Star Games. 
Sua carreira foi interrompida por uma condição de coagulação de sangue. Bosh lutou para retomar sua carreira de jogador por três anos antes de anunciar em fevereiro de 2019 que pretendia se aposentar.
Em 26 de março, o Heat aposentou sua camisa número 1. Em 15 de maio de 2021, Bosh foi eleito para o Hall da Fama do Basquete.

## Primeiros anos
Nascido em Dallas, Texas, Bosh foi criado em Hutchins, um subúrbio da cidade. Uma pessoa voltada para a família, Bosh costumava jogar basquete na casa com seu irmão mais novo, Joel. Como Bosh sempre foi alto para sua idade, ele estava acostumado a superar seus pares sempre que jogava; mas ele só começou a aprender o jogo de basquete seriamente por volta da quarta série, fazendo isso em um playground perto da casa de sua avó.
Quando criança, Bosh lutou karatê e praticou ginástica. Ele também jogou beisebol até o ensino médio.
Enquanto crescia, Bosh nomeou seus pais como a maior influência em sua personalidade e considera Kevin Garnett como seu atleta favorito. Academicamente, Bosh sempre se destacou na escola, pois era membro da Sociedade Nacional de Honra e de várias organizações de engenharia estudantil.
Bosh começou a ganhar atenção significativa dos recrutadores universitários depois que ele levou a Lincoln High School para o número um no ranking no país e para a final do Campeonato Nacional da USA Today com uma temporada perfeita de 40-0.
O adolescente de 1,80m ajudou a Lincoln High a conquistar o título estadual da Classe 4A, registrando 23 pontos, 17 rebotes e 9 bloqueios. Bosh foi posteriormente nomeado  "Mr. Basketball" no Texas pela Associação de Treinadores de Basquete do Texas. 
Com sua combinação de notas e habilidades de basquete, o nome de Bosh estava em várias listas de recrutamento universitário. Foi Paul Hewitt, treinador da Georgia Tech, que fez a melhor impressão e Bosh ficou suficientemente impressionado com o que viu do ataque de transição da equipe.

## Carreira universitária
Bosh frequentou a Georgia Tech para estudar design gráfico e imagem computacional e, posteriormente, gestão. Em sua única temporada, ele teve médias de 15,6 pontos, 9,0 rebotes e 2,2 bloqueios em 31 jogos. Bosh originalmente pretendia completar seu diploma, mas no final da temporada de 2002-03, suas fortes atuações o convenceram de que ele estava pronto para a NBA e ele decidiu entrar no Draft da NBA de 2003. Bosh disse em entrevistas futuras que, embora perca seus dias de faculdade, ele acredita que tomou a decisão certa de seguir uma carreira profissional. Ele disse que pretende obter um diploma universitário no futuro para cumprir uma promessa feita à sua mãe.

## Carreira profissional

### Toronto Raptors (2003-2010)

#### Ano de estreia (2003-04)

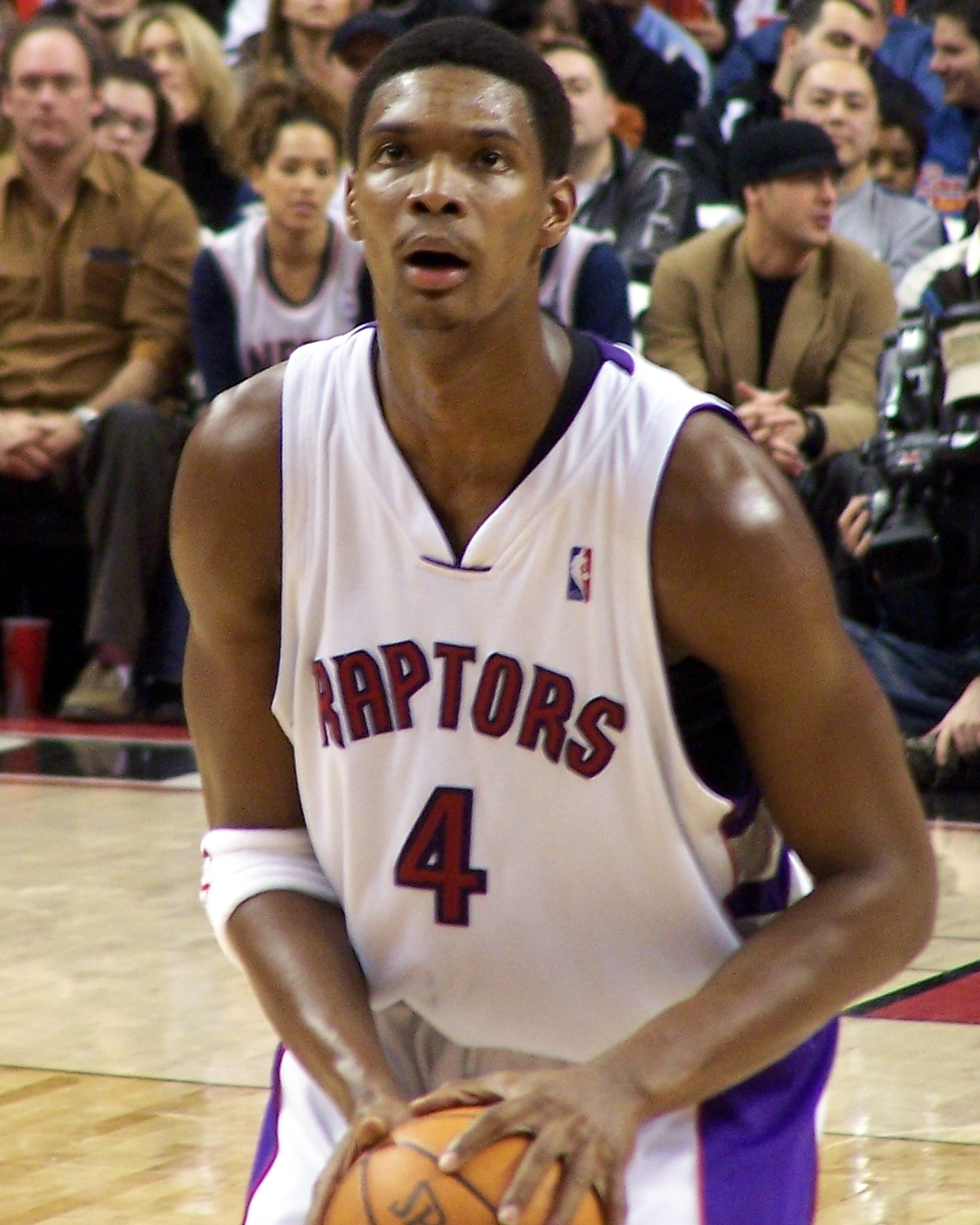
Bosh fazendo um lance livre durante um jogo na temporada de 2005-06

No que é amplamente considerado como uma das classes mais fortes da história da NBA, que incluiu LeBron James, Carmelo Anthony e Dwyane Wade, Bosh foi selecionado pelo Toronto Raptors como a 4º escolha geral no Draft da NBA de 2003 e assinou um contrato em 8 de julho de 2003.
Em sua temporada de estreia, Bosh foi forçado a jogar como Pivô depois que Antonio Davis foi negociado com o Chicago Bulls. Noite após noite, Bosh lutou contra adversários que tinham um tamanho significativo e vantagem de força sobre ele. Bosh - que citou o companheiro de equipe Michael Curry como seu mentor - foi frequentemente elogiado por seus treinadores sua vontade de jogar através de dores e lesões resultantes de sua falta de força corporal em comparação com seus adversários. As contribuições de Bosh também não foram despercebidas pelos companheiros de equipe, pois ele teve médias de 11,5 pontos, 7,4 rebotes, 1,4 bloqueios e 33,5 minutos em 75 jogos, liderando todos os novatos em rebotes e bloqueios e estabelecendo um recorde da franquia de mais rebotes em uma temporada de estreia com 557. Ele foi recompensado sendo selecionado para a Primeira-Equipe de Novatos da NBA da temporada de 2003-04.

#### Nova esperança (2004-2006)

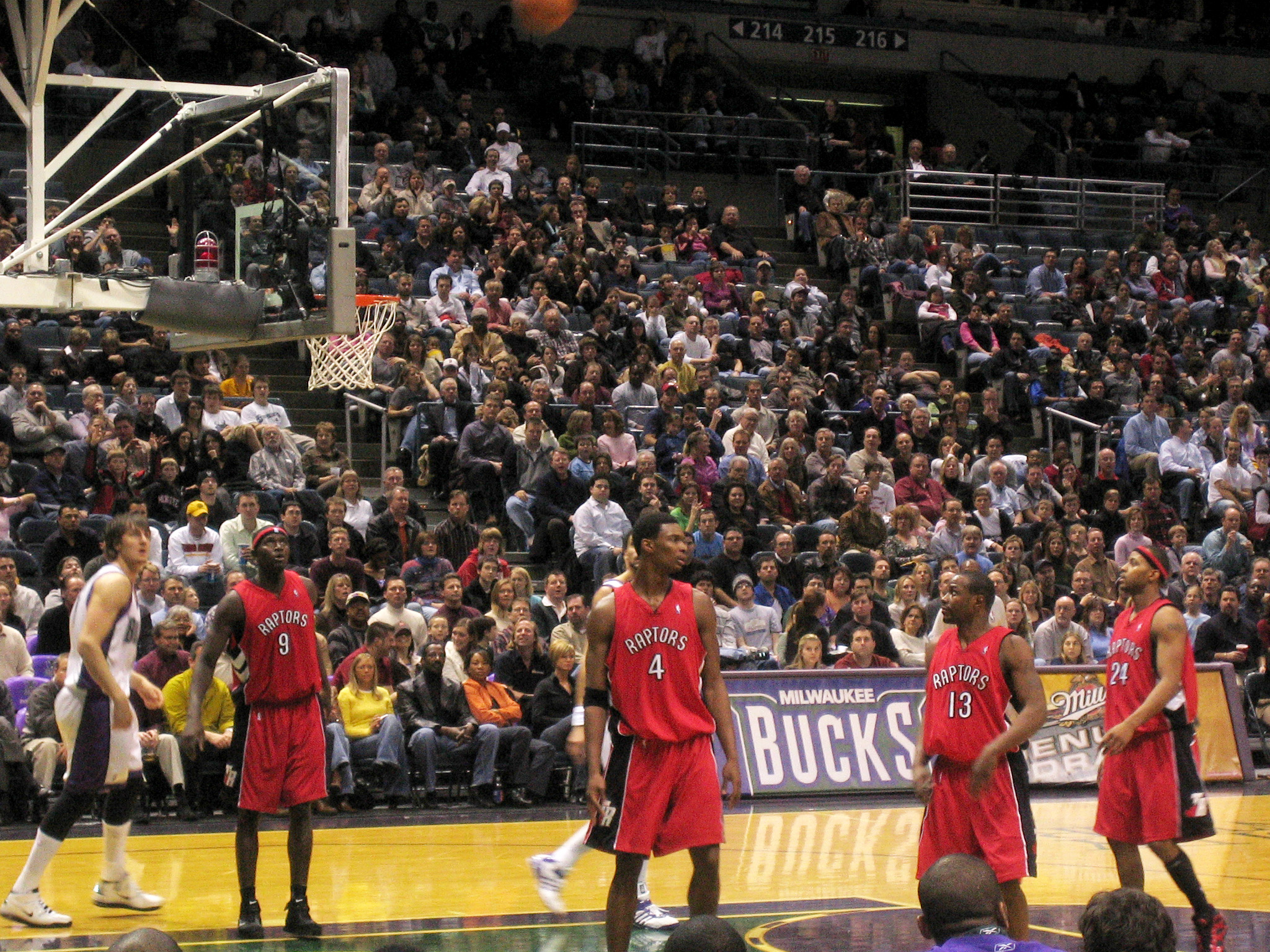
Bosh e seus companheiros de equipe em um jogo da temporada de 2005-06 contra o Milwaukee Bucks. A partir da esquerda: Pape Sow, Bosh, Mike James e Morris Peterson.

Com a saída do rosto da franquia, Vince Carter, em dezembro de 2004, Bosh foi alçado ao posto de novo líder da equipe. Nos demais jogos após a saída de Carter, ele teve médias de 18,4 pontos, 9,5 rebotes, 1,6 bloqueios em 38,1 minutos, melhorando em todas as principais categorias estatísticas. Ele ganhou o seu primeiro prêmio de Jogador da Semana da Conferência Leste pelos jogos jogados entre 3 e 9 de janeiro de 2005. Bosh terminou a temporada de 2004-05 como o artilheiro e principal reboteiro da equipe em 21 e 46 ocasiões, respectivamente.
Antes da temporada de 2005-06, Bosh foi nomeado como um dos capitães da equipe. Ele continuou a trabalhar em seu jogo e começou a marcar duplos-duplos e liderar a equipe em pontuação e rebote na primeira metade da temporada. 
Em 9 de fevereiro de 2006, pela primeira vez em sua carreira, Bosh foi chamado para jogar no All-Star Game. Depois de Carter e Antonio Davis, ele foi o terceiro jogador dos Raptors a ser chamado para o All-Star Game. A seleção de Bosh foi apenas três dias depois que ele foi nomeado o Jogador da Semana da Conferência Leste pela segunda vez em sua carreira.
Os Raptors terminaram a temporada com um recorde de 27-55 e Bosh teve médias de 22,5 pontos, 9,2 rebotes e 2,6 assistências.

#### Campeões da divisão (2006-07)
Apesar de uma grande renovação do elenco dos Raptors — incluindo a saída de Mike James e Charlie Villanueva — Bosh assinou oficialmente uma extensão de contrato de três anos em 14 de julho de 2006. O acordo teria sido de US$ 65 milhões em quatro anos. Ao assinar o contrato, Bosh disse: "Acho que o futuro é muito positivo para a franquia. A mudança era necessária e temos um monte de caras que só querem ganhar e estão dispostos a trabalhar duro." Durante a mesma conferência de imprensa, Bosh também anunciou uma doação de US$ 1 milhão para uma instituição de caridade de Toronto, conhecida como Community Legacy Programs.
Com médias superiores a 22 pontos e 11 rebotes na primeira metade da temporada de 2006-07, Bosh foi chamado para o All-Star Game como titular da Conferencia Leste. Ele recebeu o Prêmio de Jogador do Mês da Conferência Leste em janeiro de 2007 após ter médias de 25,4 pontos e 9,1 rebotes. Em 7 de fevereiro de 2007, os 41 pontos de Bosh levaram os fãs de Toronto a cantar "MVP", um evento sem precedentes no Air Canada Centre. Dois dias depois, Bosh registrou 29 pontos e 11 rebotes contra o Los Angeles Lakers.
Em 28 de março de 2007, Bosh tornou-se o novo recordista da franquia em duplos-duplos. Ele foi nomeado o Jogador da Semana da Conferência Leste pela terceira vez, tendo levado Toronto a conquistar uma vaga nos playoffs pela primeira vez em cinco anos. Toronto conquistou seu primeiro título da divisão e concluiu a temporada regular com um recorde de 47-35. Bosh teve uma média de um duplo-duplo com 22,6 pontos e 10,7 rebotes.
Na primeira rodada, os Raptors jogaram contra o New Jersey Nets. A série chamou muita atenção da mídia quando Carter, que havia deixado Toronto sob circunstâncias acrimoniosas, estava de volta ao ACC. Os Nets venceram a série com uma vitória no Jogo 6 e Bosh teve médias de 17,5 pontos e 9,0 rebotes. Ele foi nomeado para a Segunda-Equipe da NBA.

#### Lutas (2007-2009)

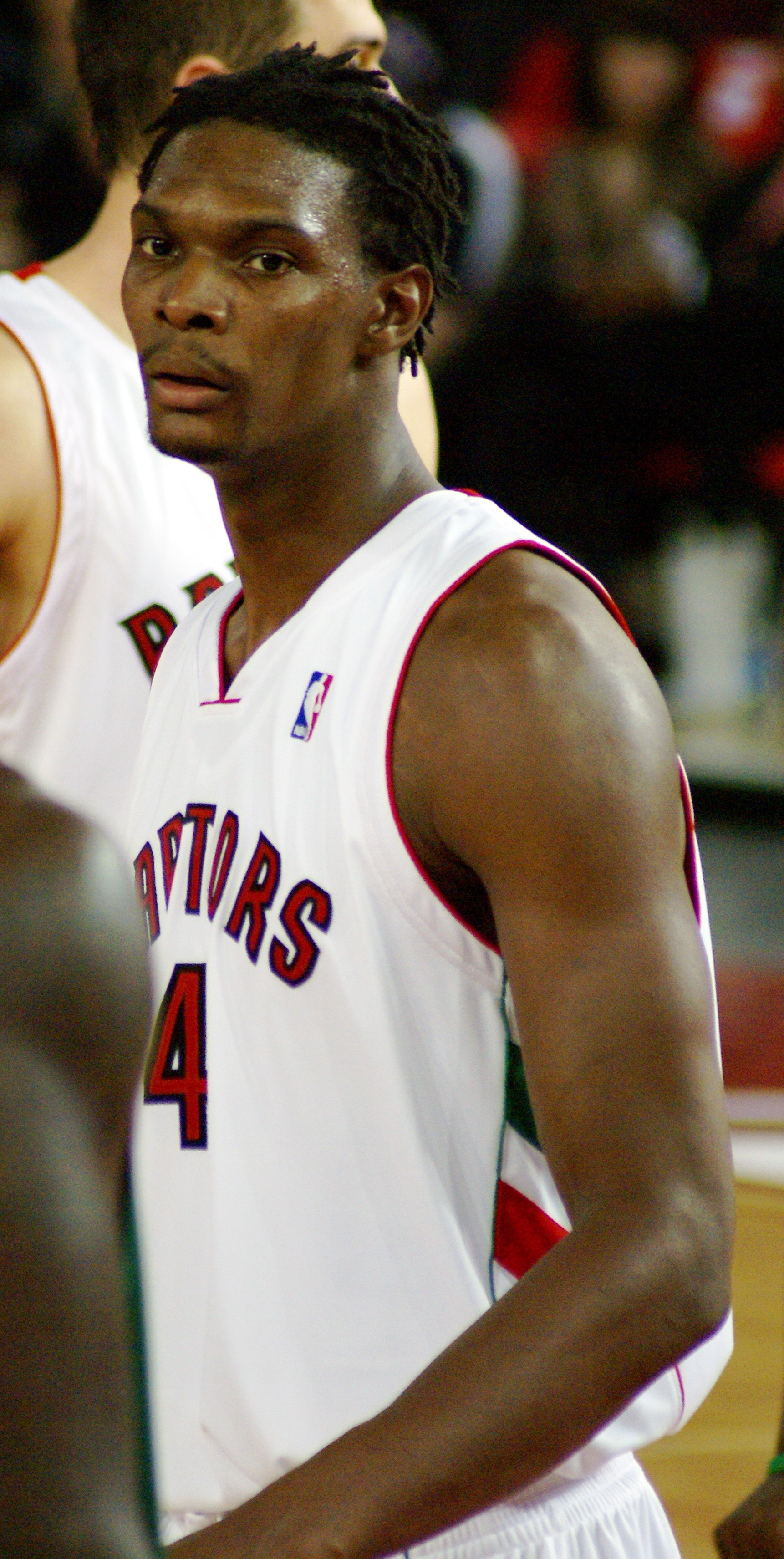
Bosh e os Raptors nunca superaram as conquistas da temporada de 2006-07

Antes do início da temporada de 2007-08, Andrea Bargnani, a escolha número um no draft da NBA de 2006, estava programada para ser o Pivô titular, Bosh para ser o Ala-pivô titular e Jason Kapono, um especialista em três pontos, foi adquirido via free agency para ser o Ala titular. No entanto, à medida que a temporada se desenrolava, os planos não se materializaram como o esperado. 
Em 31 de janeiro de 2008, ele foi selecionado para o All-Star Game da NBA de 2008. Bosh perdeu 15 jogos ao longo da temporada, mas os Raptors ainda conseguiram terminar a temporada regular com um recorde de 41-41, conquistando assim uma vaga para os playoffs. No entanto, eles foram derrotados pelo Orlando Magic na primeira rodada, perdendo por 4-1.
Para fornecer a Bosh um parceiro experiente, os Raptors trouxeram Jermaine O'Neal do Indiana Pacers. Bosh — que havia conquistado uma medalha de ouro nas Olimpiadas de 2008 — começou a temporada forte com médias de 26 pontos, 10 rebotes e 3,7 assistências em seus três primeiros jogos, sendo nomeado o Jogador da Semana da Conferência Leste pela quinta vez em sua carreira. Uma semana depois, ele se tornou o líder de todos os tempos de Toronto em rebotes ofensivos, superando o recorde de Antonio Davis. Em 29 de janeiro de 2009, Bosh foi nomeado para o All-Star Game como reserva, mas uma lesão o excluiu do jogo. Duas semanas depois, em uma tentativa de criar maior flexibilidade salarial, O'Neal e Jamario Moon foram trocados para Miami por Shawn Marion e Marcus Banks. A troca não melhorou o recorde da equipe e os Raptors foram eliminados da disputa pelos playoffs com sete jogos da temporada regular restantes. Bosh foi um dos dois jogadores na liga naquela temporada (o outro sendo Dwight Howard) com médias de 20/10 em pontos e rebotes. Em 20 de abril de 2009, Bryan Colangelo anunciou que ofereceria a Bosh uma prorrogação de contrato durante o verão mas ele se recusou a assinar.

#### Reformulando o elenco (2009-2010)
Para se preparar para a temporada de 2009-10, Bosh trabalhou sob o comando de Ken Roberson, procurando somar 20 quilos e aumentar seu peso para 113kg. Ele teve médias de 25,4 pontos e 11,9 rebotes nos primeiros 16 jogos, mas os Raptors só foram capazes de vencer sete desses jogos. Os Raptors cruzaram para 2010 com um recorde de 16-17, e em 3 de janeiro de 2010, Bosh ultrapassou Vince Carter como líder de todos os tempos de Toronto em pontos marcados.
Em 20 de janeiro de 2010, ele marcou 44 pontos em uma derrota contra o Milwaukee Bucks, enquanto colecionava seu 220º duplo-duplo da carreira. No mesmo mês, Bosh foi chamado para All-Star Game como reserva e foi o Jogador da Conferência Leste da Semana. Depois de registrar sua 44ª duplo-duplo em 22 de março de 2010, Bosh tornou-se o líder de todos os tempos dos Raptors em duplos-duplos em uma temporada. Em 5 de abril de 2010, ele foi nomeado o Jogador da Conferência Leste da Semana, ganhando a honraria pela sétima vez em sua carreira (empatando com Carter com o maior número na história da franquia). No entanto, Bosh não pôde jogar em uma partida crucial contra o Chicago Bulls em 11 de abril de 2010. A derrota custou ao Toronto a vaga nos playoffs já que os Bulls terminaram com 41 vitórias contra 40 de Toronto.

### Miami Heat (2010-2017)

#### Juntando-se ao Heat e temporada de estreia (2010-2011)

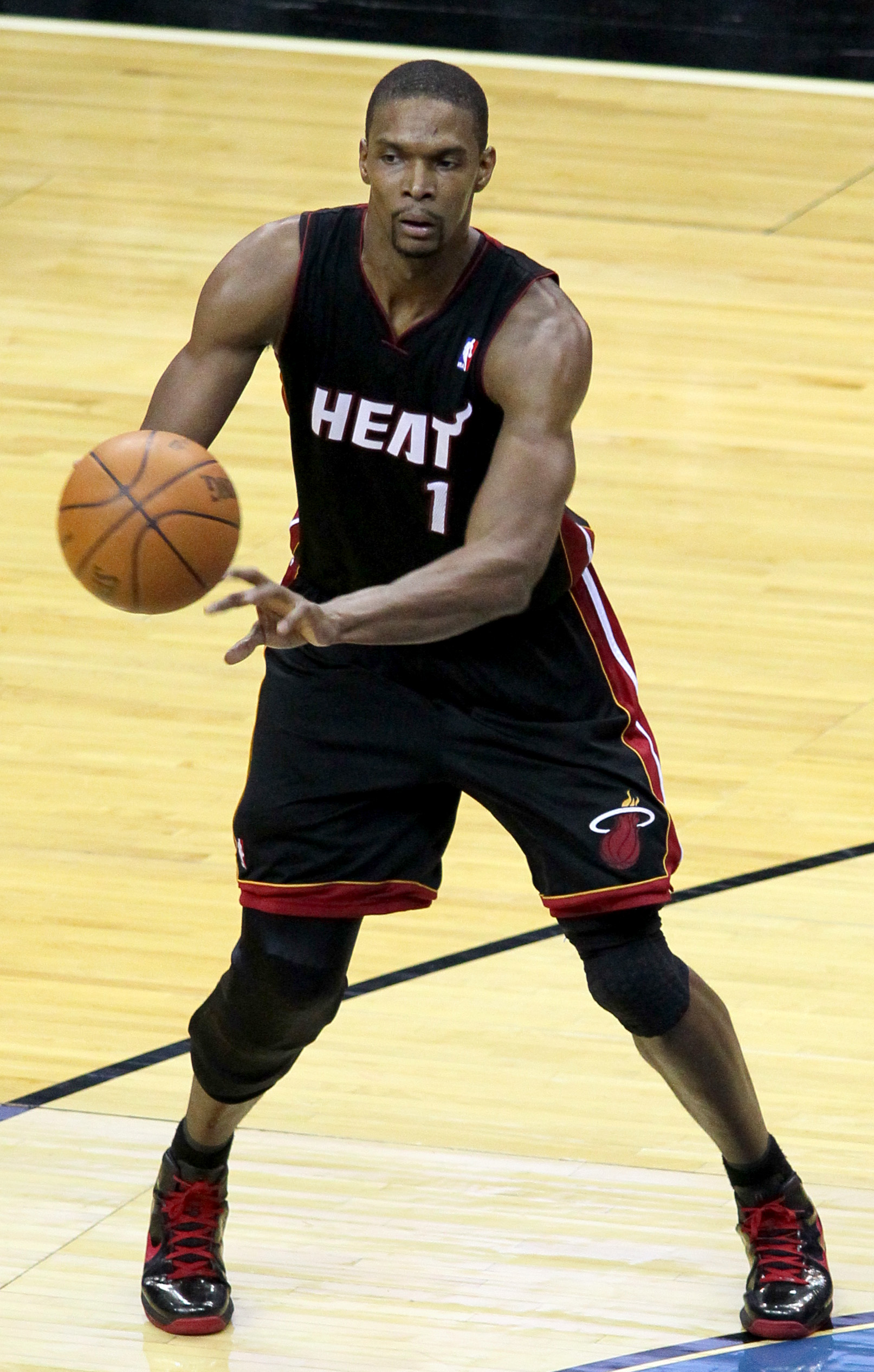
Bosh juntou-se ao Heat em 2010

Após o fim da temporada de 2009-10, houve muita especulação sobre se agentes livres cobiçados como LeBron James, Dwyane Wade e Bosh assinariam com novas equipes para a temporada de 2010-11. Bosh foi ativo nas redes sociais, postando seus pensamentos no Twitter e tendo uma equipe de documentários registrando suas reuniões com as equipes interessadas em contratá-lo. Bosh assinou com o Miami Heat em 10 de julho de 2010. A mensagem de despedida de Bosh para os Raptors em seu site disse: "Esta foi a minha decisão mais difícil, principalmente porque Toronto tem sido tão grande para mim. Eu amei cada minuto aqui e eu só queria agradecer do fundo do meu coração." Bosh não só deixou Toronto como seu líder de todos os tempos em praticamente todas as principais categorias estatísticas, ele foi um dos três únicos jogadores na liga que acumulou 10.000 pontos, 4.500 rebotes e 600 bloqueios em suas sete temporadas com os Raptors.
Apesar de ser amplamente apontado como candidatos ao titulo, o Heat começou a temporada com um recorde de 9-8. A equipe conseguiu se acertar e terminou a temporada regular com 58 vitórias e enfrentou o Philadelphia 76ers na primeira rodada dos playoffs. Miami venceu a série em cinco jogos e também prevaleceu em cinco jogos nas semifinais contra o Boston Celtics. Nas Finais da Conferência contra o Chicago Bulls, Bosh foi fundamental com média de 23,2 pontos na vitória por 4-1. Nas Finais da NBA, Miami perdeu para Dallas por 4-2 e Bosh foi visto soluçando enquanto caminhava para o vestiário.

#### Títulos consecutivos da NBA (2011-2013)

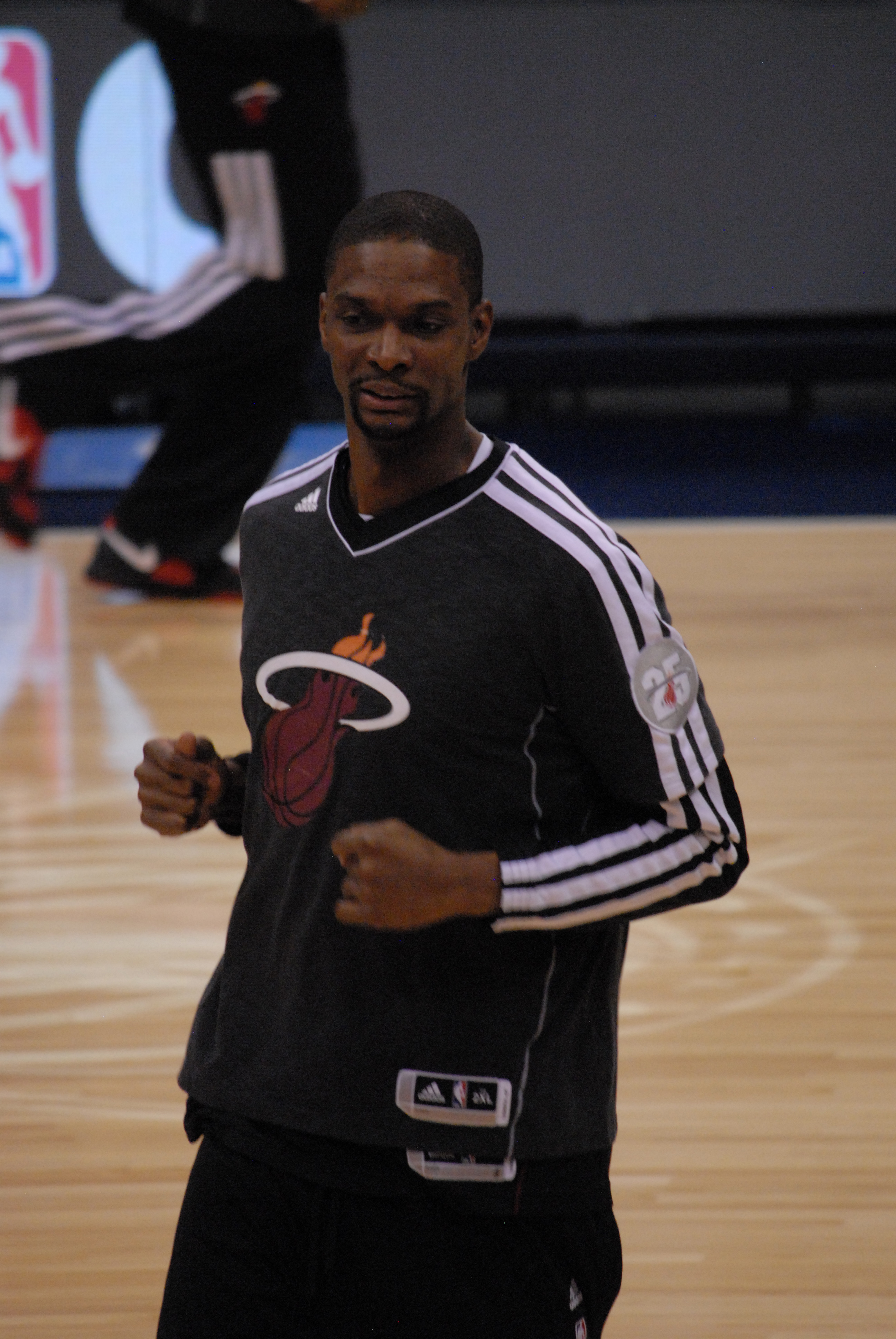
Bosh antes de um jogo contra o Dallas Mavericks contra o Miami Heat em 20 de dezembro de 2012.

Em 5 de janeiro de 2012, Bosh liderou o Heat para uma vitória por 116-109 na prorrogação contra o Atlanta Hawks registrando 33 pontos, 14 rebotes, 5 assistências, 2 roubos e 2 bloqueios. Nos playoffs, Bosh teve médias de 14,0 pontos e 7,8 rebotes. No Jogo 1 das semifinais de conferência contra o Indiana Pacers, ele sofreu uma lesão no abdomem que o forçou a perder o resto da série e os quatro primeiros jogos das finais da Conferência Leste contra o Boston Celtics. Bosh retornou nas finais da Conferência contra os Celtics. Boston levou Miami para sete jogos, e no último jogo, Bosh marcou 19 pontos para ajudar o Heat a avançar para sua segunda final consecutiva da NBA, desta vez contra o Oklahoma City Thunder. O Thunder venceu o primeiro jogo da série antes de Miami vencer por 4-1, dando a Bosh seu primeiro título da NBA. Bosh marcou 24 pontos no Jogo 5 e teve médias de 14,6 pontos e 9,4 rebotes nas Finais.
Em 15 de fevereiro de 2013, Bosh foi escolhido como substituto de Rajon Rondo no All-Star Game. Na Temporada de 2012–13, o Heat alcançou o melhor recorde da liga e varreu a primeira rodada dos playoffs contra o Milwaukee Bucks antes de derrotar o Chicago Bulls em cinco jogos, com Bosh registrando 20 pontos e 19 rebotes no Jogo 3 em Chicago. Bosh teve média de 12,1 pontos durante os playoffs, enquanto o Heat avançava para as finais da NBA para enfrentar o San Antonio Spurs. No Jogo 4, Bosh registrou 20 pontos e 13 rebotes para complementar os 32 pontos de Wade e 33 pontos de James para reforçar a vitória do Heat, empatando a série em 2-2. San Antonio se recuperaria no Jogo 5 para forçar o Heat a vencer os dois últimos jogos em casa. Nos segundos finais do Jogo 6, James errou um arremesso de três pontos, Bosh pegou o rebote ofensivo e encontrou um Ray Allen aberto no canto para empatar o jogo. Na prorrogação, o Heat tinha uma vantagem de três pontos com segundos para o final, Bosh garantiu a vitória com um bloqueio em Danny Green. O Heat venceu o Jogo 7 e a série para reivindicar seu segundo título consecutivo da NBA.

#### Vice-Campeão (2013-14)
Na temporada de 2013-14, Bosh foi titular em todos os 79 jogos que disputou e teve médias de 16,2 pontos e 6,6 rebotes. Nos playoffs, Bosh ajudou o Heat a voltar às finais da NBA, onde enfrentou o San Antonio Spurs mais uma vez. Desta vez, o Heat foi superado pelos Spurs em cinco jogos.

#### Pós-Big Three (2014-2016)
Em 30 de julho de 2014, Bosh re-assinou com o Heat depois que LeBron James anunciou que iria retornar ao Cleveland Cavaliers. Após ter médias de 21,6 pontos, 8,2 rebotes, 2,1 assistências e 1,1 roubos nos primeiros 23 jogos da temporada de 2014-15, Bosh foi descartado indefinidamente em 15 de dezembro com uma lesão na panturrilha. Ele perdeu oito jogos antes de retornar em 29 de dezembro contra o Orlando Magic. Depois de jogar no All-Star Game de 2015, Bosh foi internado em um hospital de Miami para testes pulmonares. Em 21 de fevereiro de 2015, ele foi descartado para o restante da temporada devido a um coágulo de sangue em um de seus pulmões.
Em 28 de outubro de 2015, Bosh fez seu retorno às quadras na abertura da temporada de 2015-16 contra o Charlotte Hornets, registrando 21 pontos e 10 rebotes em uma vitória por 104-94. Em 10 de novembro de 2015, ele marcou 30 pontos na vitória por 101-88 sobre o Los Angeles Lakers. Em 28 de dezembro de 2015, ele registrou 24 pontos e 12 rebotes contra o Brooklyn Nets. Em 4 de janeiro de 2016, ele registrou 31 pontos e 11 rebotes na vitória por 103-100 na prorrogação sobre o Indiana Pacers. Embora tenha sido votado para jogar no NBA All-Star Game de 2016 e chamado para competir no Concurso de Três Pontos, Bosh foi forçado a se retirar de ambos devido a uma lesão na panturrilha.
Um coágulo de sangue em sua perna novamente forçou Bosh a perder jogos após a pausa do All-Star Game. Ele enfrentou uma pressão crescente dos médicos e da franquia para ficar de fora do resto da temporada por causa dos perigos potenciais da condição médica recorrente. Após o jogo de 9 de fevereiro contra o San Antonio Spurs, Bosh não jogou nenhum jogo de temporada regular ou playoff em 2016.

#### Tentativas de retorno e aposentadoria (2016-2019)
Bosh estava inicialmente otimista sobre um retorno ao Heat para a temporada de 2016-17 e a franquia tinha se tornado cada vez mais esperançosa de que ele seria liberado para o acampamento. Essas esperanças desapareceram rapidamente devido aos problemas contínuos de Bosh com a coagulação do sangue. Em setembro de 2016, Bosh reprovou no exame físico e não foi liberado pela equipe para participar dos treinos de pré-temporada. Em 26 de setembro de 2016, o presidente do Heat, Pat Riley, disse que a equipe via a carreira de Bosh com a equipe chegando ao fim. Em maio de 2017, Bosh e o Heat teriam chegado a um acordo no qual Bosh deixaria o Heat sem que seu salário retomasse o espaço do teto salarial da equipe para a temporada de 2017-18.
Em 2 de junho de 2017, a NBA decidiu que os problemas de coagulação de sangue de Bosh eram uma doença que acabaria com a carreira, o que significa que o Heat teria permissão para retirar seu contrato do teto salarial assim que o liberassem oficialmente. Dois dias depois, o Heat anunciou que havia dispensado Bosh. O presidente do Heat, Pat Riley, disse: "O número 1 nunca será usado por outro jogador e mal podemos esperar para um dia pendurar sua camisa no teto do ginásio".
Em 12 de fevereiro de 2019, Bosh anunciou que planejava se aposentar da NBA. O Heat aposentou a camisa número 1 em 26 de março antes de um jogo da temporada regular contra o Orlando Magic.

## Estatísticas na NBA
| † | Campeão da temporada da NBA |

### Temporada Regular
| Ano      | Equipe   | PJ  | PT  | MPJ  | AP   | 3P   | LL   | RT   | AS  | BR  | TO  | PPJ  |
| -------- | -------- | --- | --- | ---- | ---- | ---- | ---- | ---- | --- | --- | --- | ---- |
| 2003-04  | Toronto  | 75  | 63  | 33.5 | .459 | .357 | .701 | 7.4  | 1.0 | 0.8 | 1.4 | 11.5 |
| 2004-05  | Toronto  | 81  | 81  | 37.2 | .471 | .300 | .760 | 8.9  | 1.9 | 0.9 | 1.4 | 16.8 |
| 2005-06  | Toronto  | 70  | 70  | 39.3 | .505 | .000 | .816 | 9.2  | 2.6 | 0.7 | 1.1 | 22.5 |
| 2006-07  | Toronto  | 69  | 69  | 38.5 | .496 | .343 | .785 | 10.7 | 2.5 | 0.6 | 1.3 | 22.6 |
| 2007-08  | Toronto  | 67  | 67  | 36.2 | .494 | .400 | .844 | 8.7  | 2.6 | 0.9 | 1.0 | 22.3 |
| 2008-09  | Toronto  | 77  | 77  | 38.0 | .487 | .245 | .817 | 10.0 | 2.5 | 0.9 | 1.0 | 22.7 |
| 2009-10  | Toronto  | 70  | 70  | 36.1 | .518 | .364 | .797 | 10.8 | 2.4 | 0.6 | 1.0 | 24.0 |
| Total    | Toronto  | 509 | 497 | 36.9 | .489 | .287 | .788 | 9.3  | 2.2 | 0.7 | 1.1 | 20.3 |
| 2010-11  | Miami    | 77  | 77  | 36.3 | .496 | .240 | .815 | 8.3  | 1.9 | 0.8 | 0.6 | 18.7 |
| 2011-12  | Miami†   | 57  | 57  | 35.2 | .487 | .286 | .821 | 7.9  | 1.8 | 0.9 | 0.8 | 18.0 |
| 2012-13  | Miami†   | 74  | 74  | 33.2 | .535 | .284 | .798 | 6.8  | 1.7 | 0.9 | 1.4 | 16.6 |
| 2013-14  | Miami    | 79  | 79  | 32.0 | .516 | .339 | .820 | 6.6  | 1.1 | 1.0 | 1.0 | 16.2 |
| 2014–15  | Miami    | 44  | 44  | 35.4 | .460 | .375 | .772 | 7.0  | 2.2 | 0.9 | 0.6 | 21.1 |
| 2015–16  | Miami    | 53  | 53  | 33.5 | .467 | .365 | .795 | 7.4  | 2.4 | 0.7 | 0.6 | 19.1 |
| Carreira | Carreira | 893 | 881 | 34.6 | .492 | .310 | .801 | 7.6  | 1.9 | 0.8 | 0.8 | 18.5 |
| All-Star | All-Star | 8   | 3   | 20.5 | .513 | .250 | .533 | 5.4  | 1.1 | 0.9 | 0.3 | 11.0 |

### Playoffs
| Ano      | Equipe   | PJ | PT | MPJ  | AP   | 3P   | LL   | RT  | AS  | BR  | TO  | PPJ  |
| -------- | -------- | -- | -- | ---- | ---- | ---- | ---- | --- | --- | --- | --- | ---- |
| 2006-07  | Toronto  | 6  | 6  | 37.0 | .396 | .200 | .842 | 9.0 | 2.5 | 0.8 | 1.8 | 17.5 |
| 2007-08  | Toronto  | 5  | 5  | 39.8 | .472 | .143 | .833 | 9.0 | 3.6 | 1.6 | 0.4 | 24.0 |
| Total    | Toronto  | 11 | 11 | 38.4 | .434 | .171 | .837 | 9.0 | 3.0 | 1.2 | 1.1 | 20.7 |
| 2010-11  | Miami    | 21 | 21 | 39.7 | .474 | .000 | .814 | 8.5 | 1.1 | 0.7 | 0.9 | 18.6 |
| 2011-12  | Miami†   | 14 | 10 | 31.4 | .493 | .538 | .827 | 7.8 | 0.6 | 0.4 | 1.0 | 14.0 |
| 2012-13  | Miami†   | 23 | 23 | 32.7 | .458 | .405 | .733 | 7.3 | 1.5 | 1.0 | 1.6 | 12.1 |
| 2013-14  | Miami    | 20 | 20 | 34.3 | .507 | .405 | .750 | 5.6 | 1.1 | 0.9 | 1.0 | 14.9 |
| Carreira | Carreira | 89 | 85 | 35.3 | .473 | .303 | .792 | 7.6 | 1.4 | 0.8 | 1.1 | 16.0 |

## Prêmios e Homenagens
- Campeão da NBA: 2011-12, 2012-13
- 11 vezes NBA All-Star Game: 2005-06, 2006-07, 2007-08, 2008-09, 2009-10, 2010-11, 2011-12, 2012-13, 2013-14, 2014-15, 2015-16
- All-NBA Team:
  - Segundo Time: 2006-07
- NBA All-Rookie Team: 2003-04
- Camisa #1 aposentada pelo Miami Heat
- Seleção dos Estados Unidos:
  - Jogos Olímpicos:
    -  Medalha de Ouro 2008

  - FIBA World Championship:
    -  Medalha de Bronze 2006